# Trigloporus
Trigloporus is een monotypisch geslacht van straalvinnige vissen uit de familie van de Triglidae (Ponen).

## Soorten
- Trigloporus lastoviza (Bonnaterre, 1788) – Gestreepte poon